# 乔治·劳伦斯·普莱斯
二等兵乔治·劳伦斯·普莱斯（Private George Lawrence Price，部队编号：256265）（1892年12月15日－1918年11月11日）是一名加拿大士兵。他普遍被认为是最后一名在第一次世界大战中被杀的大英帝国士兵，同时也是最后一名死于一战的士兵。

## 早年经历
他在1892年12月15日出生于，并在新斯科舍省法尔茅斯，成长于教会街道（现威廉斯港）。当他1917年10月15日被征召入伍时正住在萨斯喀彻温省穆斯乔。他服役于加拿大遠征軍第28营A连。

## 1918年11月11日
1918年11月11日，二等兵普莱斯是攻下比利时阿夫雷一个小村庄的先行队一员。在通过了艾讷河畔维尔城内中部运河德军的机枪炮火后，普莱斯及他所在的巡逻队走向一排房子，意图追寻出之前阻止他们通过运河的德军机枪手。巡逻队进入了之前遭到射击时被认为是射击点来源的房子，却发现德国人已经在他们进来之前从后门撤出了。之后他们追进隔壁的房屋并再一次发现落空了。1918年11月11日上午10点58分，乔治·普莱斯在不理会房屋主人的劝告并走出房子来到街上时，不幸被德军狙击手射中心脏部位。他死在旨在停战的停火协议生效的11点整之前仅仅两分钟。

## 纪念
普莱斯被安葬在阿夫雷旧公共墓园，一个之后被并入蒙斯东南圣桑福里安军人公墓。巧合的是，这也是约翰·帕尔和乔治·埃德温·埃里森，分别为第一次世界大战期间被杀害的第一个和最后一个英国士兵的长眠之地。
1968年，在他牺牲也是停战50周年时，他同一个中队的幸存者来到艾讷河畔的维尔将一个紀念牌匾放在他当年死去地点附近一所房子的墙上。碑文以英文和法文书写，其英文为：

To the memory of 256265 Private George Lawrence Price, 28th North West Battalion, 6th Canadian Infantry Brigade, 2nd Canadian Division, killed in action near this spot at 10.58 hours, November 11th, 1918, the last Canadian soldier to die on the Western Front in the First World War. Erected by his comrades, November 11th, 1968.
译文：

纪念二等兵256265——乔治·劳伦斯·普莱斯，加拿大第2师第6步兵旅第28西北营所属，1918年11月11日10点58分在此地附近阵亡，是为在第一次世界大战中死在西部战线上的最后一名加拿大士兵。他的战友立于1968年11月11日。
这所房子后来被拆除，但牌匾已经被放置在房子原址附近一座由砖石建造的纪念碑上，因而仍然在他当年倒下不远的地方。
1991年，艾讷河畔的维尔镇筑起了一道新的行人天桥横跨中心运河两边（地理坐标为50°28′25″N 4°03′58″E / 50.4737°N 4.0662°E），经过公民投票后，该桥在同年11月11日被正式命名为乔治·普莱斯行人天桥（法語：Passerelle George Price）。

## 注脚